# 디스노미아 (위성)
디스노미아(Dysnomia)는 왜행성 에리스의 위성이다. 2005년 9월, 천문학자 마이클 E. 브라운에 의해 발견되었다. 지름은 에리스의 4분의 1정도인 600 ~ 700 킬로미터로 추정된다. 최초 발견될 당시 가브리엘이라는 별명이 붙었는데, 이는 모행성인 에리스가 제나라는 별칭으로 불렸고, 텔레비전 쇼인 《제나: 전사 공주》에서 제나의 조력자로 나오는 인물이 가브리엘이었기 때문이다. 디스노미아라는 이름은 그리스 신화의 에리스의 딸인 디스노미아에서 왔다.

## 발견
2005년 동안 하와이에 있는 켁 망원경의 적응광학팀은 새로 설치된 레이저 항성 가이드 적응 광학 시스템을 이용하여 4개의 밝은 카이퍼 벨트 천체(명왕성, 마케마케, 하우메아, 에리스)에 대한 관측을 수행했었다. 9월 10일의 관측에 따르면 에리스 주위의 궤도에서 새로운 위성이 발견되었고, 일단 S/2005 (2003UB313)1이라는 이름이 붙여졌다. 브라운은 당시 에리스를 지칭하는 데에 쓰이고 있던 제나라는 별명에 대응해 새로운 위성은 가브리엘이라는 이름을 붙였다.

## 특성
위성은 에리스에 비하여 60배가량 어두웠기 때문에 지름은 에리스의 8분의 1 정도로 추정되고 있다. 한 번의 관측으로는 아직 에리스의 질량을 정할 수는 없으나 그럼에도 불구하고 궤도 변수가 추정되었다. 궤도 변수 중의 하나인 공전 주기는 약 2주 정도로 생각된다. 켁 망원경에 의하여 2006년 8월로 예정되었던 관측결과가 분석되면 주기가 더 정확히 결정될 것이다. 일단 천문학자들이 주기와 궤도 반지름(일단은 36,000km로 추정)을 정하게 되면, 에리스-디스노미아 계의 질량을 결정할 수 있다.

## 형성
천문학자들은 4개의 밝은 카이퍼 대 천체들 중에서 3개는 위성을 가지고 있는 반면에 이보다 어두운 같은 무리의 천체들 중에서 위성을 가진 것의 비율은 10% 정도에 불과하다는 것을 알고 있다. 예전에는 거대한 카이퍼 대 천체들간의 충돌이 빈번했다고 여겨진다. 일단 1000km 수준의 천체들이 충돌하게 되면 많은 물질들이 궤도 상에서 합쳐져서 위성을 이루게 된다.
유사한 기작이 지구에도 있었을 것이라는 가정이 있다. 지구의 덩치가 거의 현재 수준에 다다를 만큼 커졌을 때에 화성만한 원시 미행성이 지구에 충돌하는 바람에 달이 형성되었다고 보는 이 가설이 거대충돌 가설이다.